# Monomorium kitectum
Monomorium kitectum är en myrart som beskrevs av Bolton 1987. Monomorium kitectum ingår i släktet Monomorium och familjen myror. Inga underarter finns listade i Catalogue of Life.